# Аида, Ю
Ю Аида (яп. 相田 裕 Аида Ю:) — мангака и иллюстратор. Настоящее имя — Ютака Аида (яп. 相田 裕 Аида Ютака), псевдоним является сокращением полного имени (оба записываются одним иероглифом, но читаются по-разному). Родился 8 ноября 1977 года. Живёт в Японии.
Дебютировал в журнале «Comic Megafreak» с короткой цветной историей «Flowers». Разработал дизайн персонажей для хентайной видеоигры Bittersweet Fools. Наиболее известная работа — манга «Школа убийц», которая несколько раз входила в топ-10 бестселлеров манги по версии New York Times, а также получила премию за выдающиеся достижения в категории «Манга» на 16-м фестивале Japan Media Arts Festival в 2012 году.

## Работы
- Школа убийц
- Bittersweet Fools (дизайн персонажей).